# (74489) 1999 CC120
(74489) 1999 CC120 – planetoida z pasa głównego asteroid okrążająca Słońce w ciągu 4,78 lat w średniej odległości 2,83 j.a. Odkryta 11 lutego 1999 roku.